# أوكاي يوكوشلو
أوكاي يوكوشلو ( التلفظ التركي: ‎[okaj jokuʃɫu]‏ ، من مواليد 9 مارس 1994) هو لاعب كرة قدم تركي محترف يلعب كلاعب خط وسط لنادي ويست بروميتش ألبيون، على سبيل الإعارة من سيلتا دي فيجو.

## مسيرته الكروية
في 27 يونيو 2011، وقع أوكاي لنادي كايسري سبور مقابل 2.3 مليون ليرة تركية (1 مليون يورو). ظهر لأول مرة في الدوري التركي الممتاز في التشكيلة الأساسية التي خسر فيها ناديه أمام أنطاليا سبور بنتيجة 1-0 في 16 سبتمبر 2011.
في 1 فبراير 2021، انضم يوكوشلو إلى نادي وست بروميتش ألبيون الإنجليزي على سبيل الإعارة للفترة المتبقية من موسم 2020-21. بعد ستة أيام، ظهر لأول مرة كبديل للاعب رومين سويرز في المباراة التي خسر فيها فريقه 0-2 خارج أرضه أمام توتنهام هوتسبر .

## مسيرته الدولية
تم اختيار أوكاي لتشكيلة منتخب تركيا تحت 20 سنة لكأس العالم تحت 20 سنة 2013. في 6 نوفمبر 2015، تم اختيار أوكاي لتشكيلة منتخب تركيا لكرة القدم للعب مباريات ودية ضد قطر واليونان.

## روابط خارجية
- أوكاي يوكوشلو على موقع الاتحاد الدولي (مؤرشف)  (الإنجليزية)
- أوكاي يوكوشلو على موقع الاتحاد الأوربي (الإنجليزية)
- أوكاي يوكوشلو على موقع اتحاد تركيا (لاعب) (الإنجليزية)
- أوكاي يوكوشلو على موقع قاعدة بيانات كرة القدم.إي يو (الإنجليزية)
- أوكاي يوكوشلو على موقع ناشيونال فوتبول تيمز (الإنجليزية)
- أوكاي يوكوشلو على موقع Soccerbase.com (لاعب) (الإنجليزية)
- أوكاي يوكوشلو على موقع Soccerway.com (الإنجليزية)
- أوكاي يوكوشلو على موقع عالم كرة القدم.نت (الإنجليزية)

- أوكاي يوكوشلو – سجل منافسات اليويفا
- أوكاي يوكوشلو – سجل منافسات الفيفا
- الملف الشخصي في يوروسبورت